# Canal de l’Est

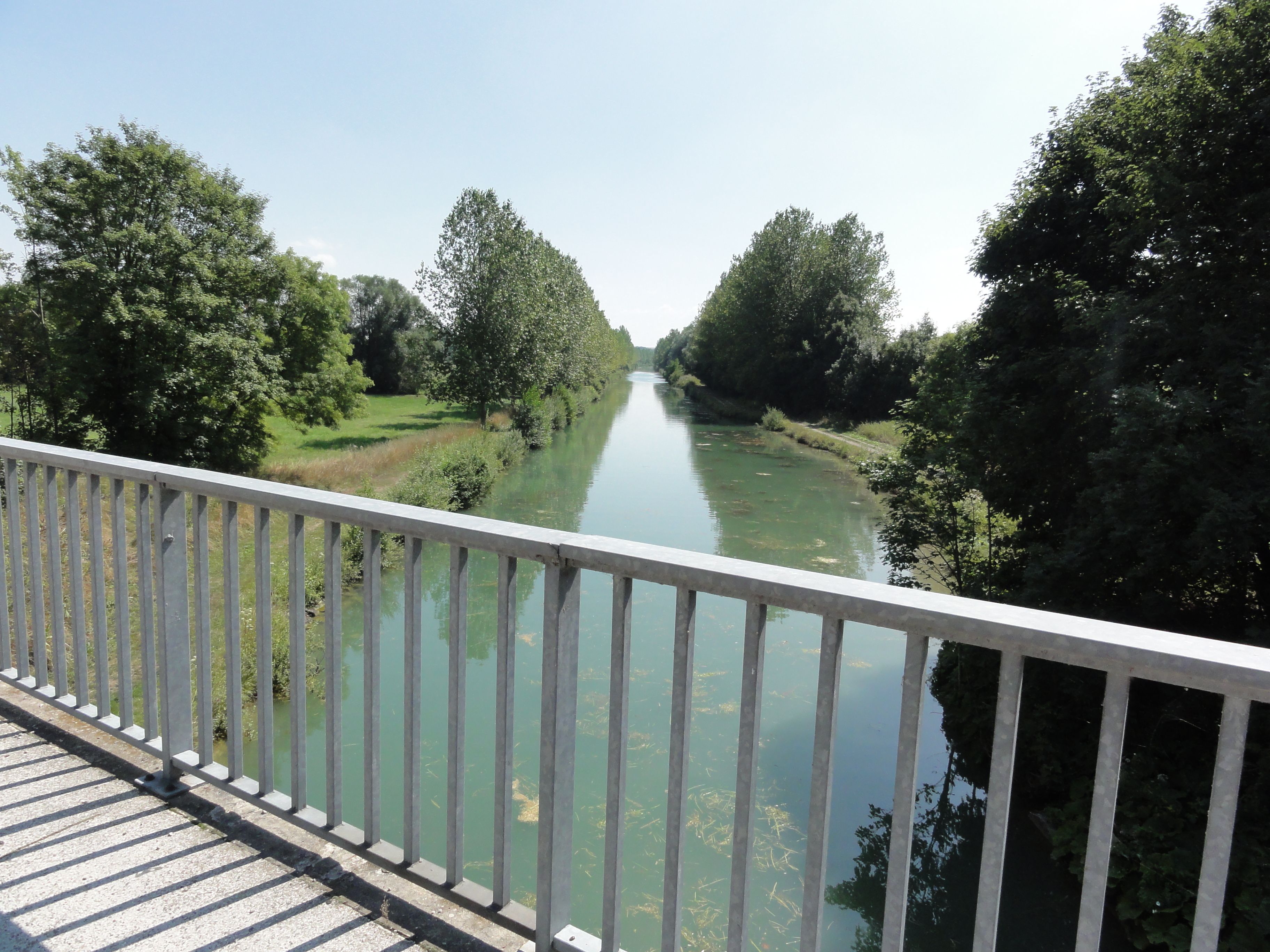
Canal de l’Est

Der Canal de l’Est ist die frühere Bezeichnung eines französischen Schifffahrtskanals zwischen der Maas, der Mosel und der Saône. Im Jahr 2003 wurde der Canal de l’Est umbenannt.
- Der Nordabschnitt heißt seitdem Canal de la Meuse (deutsch: Maas-Kanal) und
- der Südabschnitt Canal des Vosges (deutsch: Vogesen-Kanal).